# 大雄峯会
大雄峯会（だいゆうほうかい）は、1929年（昭和4年）に当時の関東州大連で20歳代の帝国大学出身の南満州鉄道社員を中心に結成された右翼団体。大川周明と行地社で分裂した笠木良明が中野琥逸と率いた。
仏教的精神主義にもとづく、日本内地の革新と大アジア主義をめざしていた。